# Desognaphosa massey
Desognaphosa massey là một loài nhện trong họ Trochanteriidae. Loài này phân bố ở Queensland.